# Football Club Etzella Ettelbruck
Il Football Club Etzella Ettelbruck è una società calcistica lussemburghese con sede nella città di Ettelbruck. Milita in Éirepromotioun, la seconda divisione del calcio lussemburghese.

## Rosa 2021-2022
Aggiornato al 14 giugno 2022.
| N. |                        | Ruolo | Calciatore           |
| -- | ---------------------- | ----- | -------------------- |
| 1  | Germania (bandiera)    | P     | Michel Witte         |
| 2  | Lussemburgo (bandiera) | D     | Ilhan Agovic         |
| 5  | Lussemburgo (bandiera) | D     | Lex Nicolay          |
| 6  | Lussemburgo (bandiera) | D     | Lucas Figueiredo     |
| 7  | Lussemburgo (bandiera) | C     | Nicola Schreiner     |
| 8  | Croazia (bandiera)     | D     | Mirko Kramarić       |
| 9  | Germania (bandiera)    | C     | Frederick Kyereh     |
| 10 | Germania (bandiera)    | C     | Till Hermandung      |
| 11 | Francia (bandiera)     | A     | Téo Herr             |
| 12 | Senegal (bandiera)     | P     | Jean Francis Bassene |
| 13 | Lussemburgo (bandiera) | D     | Kai Schwitz          |
| 17 | Lussemburgo (bandiera) | C     | Georgy Abega         |
| 18 | Lussemburgo (bandiera) | D     | Jader Soares         |
| 19 | Lussemburgo (bandiera) | D     | Pedro Moreira        |
| 20 | Brasile (bandiera)     | C     | Gustavo              |
| 21 | Lussemburgo (bandiera) | D     | Joël Magalhaes       |

| N. |                        | Ruolo | Calciatore                |
| -- | ---------------------- | ----- | ------------------------- |
| 22 | Lussemburgo (bandiera) | C     | Dwain Glineur Brito       |
| 25 | Lussemburgo (bandiera) | D     | Yanis N'Gbin              |
| 27 | Svizzera (bandiera)    | A     | Christopher Nwanne        |
| 31 | Lussemburgo (bandiera) | C     | Raphael de Sousa          |
| 33 | Lussemburgo (bandiera) | D     | Pol Schlesser             |
| 77 | Francia (bandiera)     | D     | Godmer Mabouba            |
| 80 | Portogallo (bandiera)  | C     | Rick Schwitz              |
| 98 | Portogallo (bandiera)  | C     | Adriel Santos             |
| 99 | Germania (bandiera)    | A     | Fatjon Celani             |
|    | Lussemburgo (bandiera) | P     | Rafael Leite Barrela      |
|    | Germania (bandiera)    | C     | Markus Einsiedler         |
|    | Svizzera (bandiera)    | D     | Anthony Nwanne            |
|    | Svizzera (bandiera)    | C     | Shpresim Fazlija          |
|    | Lussemburgo (bandiera) | A     | Edgar da Silva            |
|    | Lussemburgo (bandiera) | C     | Miguel Teixeira Fernandes |
|    | Lussemburgo (bandiera) | C     | Bryan Meireles Alves      |

## Rose delle stagioni precedenti
- 2008-2009

## Storia
- 1917: Viene fondato il FC Etzella Ettelbruck
- 1940: La società viene rinominata in FV Ettelbrück durante l'occupazione tedesca
- 1944: Viene riadottata la denominazione originale.
- 1971: Prima stagione in Division Nationale
- 1981: Stade Am Deich, nuovo impianto utilizzato
- 2001: Vittoria della Coupe de Luxembourg
- 2001: Prima partecipazione in una coppa europea(stagione 2001-02)
- 2007: Arriva secondo nella Division Nationale
- 2008: Supera il primo turno della coppa Intertoto

## Giocatori
Michel Bechet vestì la maglia della Nazionale mentre militava nell'Etzella.

## Palmarès

### Competizioni nazionali
- Coppa del Lussemburgo: 1

2000-2001
- Éirepromotioun: 3

1999-2000, 2002-2003, 2017-2018

### Altri piazzamenti
- Campionato lussemburghese:

Secondo posto: 2004-2005, 2006-2007
Terzo posto: 2005-2006
- Coppa del Lussemburgo:

Finalista: 2002-2003, 2003-2004, 2018-2019
Semifinalista: 2009-2010, 2014-2015
- Éirepromotioun:

Secondo posto: 2011-2012

## Coppe europee
FC Etzella si è qualificato cinque volte per le competizioni UEFA
- Coppa UEFA

Qualifying round (6): 2001-02, 2003-04, 2004-05, 2005-06, 2006-07, 2007-08
- Coppa Intertoto

Second round: 2008
Statistiche nelle competizioni europee:
|                 | G  | V | Pa | Pe | GF | GS | GD  |
| --------------- | -- | - | -- | -- | -- | -- | --- |
| Coppa UEFA      | 12 | 0 | 0  | 12 | 4  | 36 | -32 |
| Coppa Intertoto | 4  | 0 | 3  | 1  | 3  | 10 | -7  |